# Flâneur

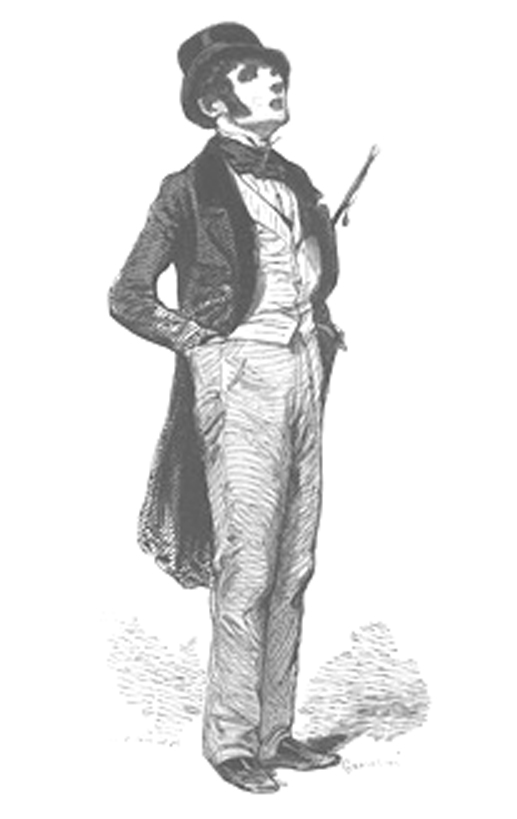
Paul Gavarni, Le Flâneur, 1842.

El término flâneur (/flɑnœʀ/) procede del francés, y significa 'paseante' o 'callejero'. La palabra flânerie, se refiere por tanto, a la actividad propia del flâneur, que era vagar por las calles, callejear sin rumbo, sin objetivo, abierto a todas las vicisitudes y las impresiones que le salen al paso.
El flâneur era, ante todo, un tipo literario en la Francia del siglo XIX, inseparable de cualquier estampa de las calles de París. Llevaba aparejado un conjunto de rasgos variopintos: el personaje indolente, el explorador urbano, el individuo curtido en la calle, etcétera. Fue Walter Benjamin quien, a partir de la poesía de Charles Baudelaire, le hizo objeto del interés académico durante el siglo XX, como figura emblemática de la experiencia urbana y moderna. Gracias a Benjamin, el flâneur pasó a convertirse en una figura importante para estudiosos, artistas y literatos.

## Origen e historia

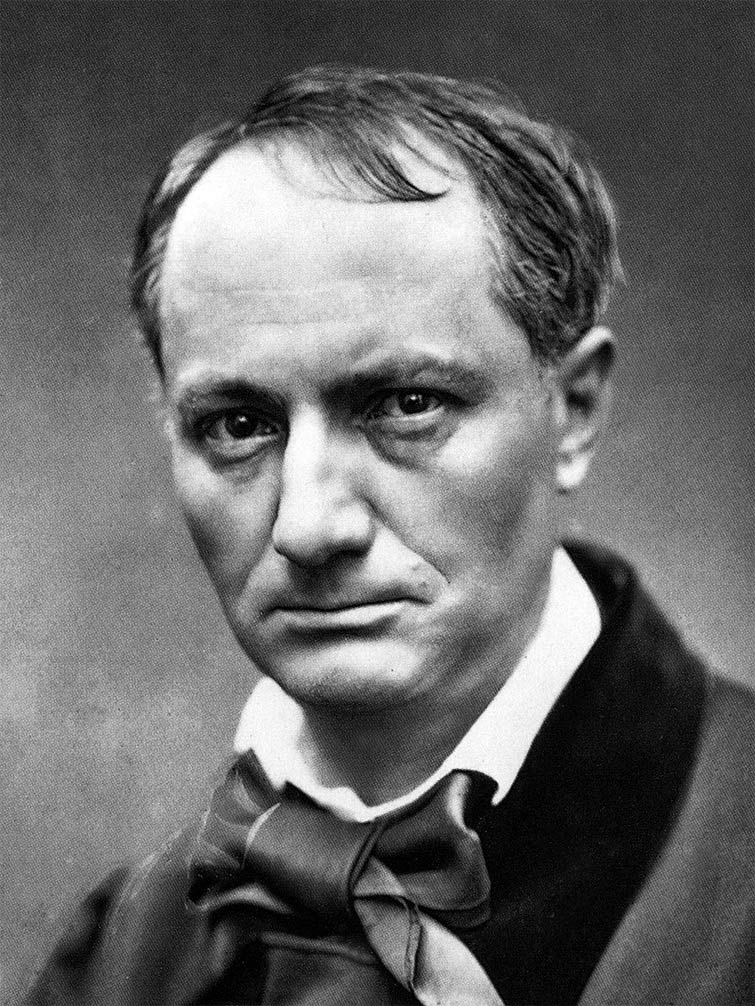
Charles Baudelaire

El término flâneur data del siglo XVI al siglo XVII, y hace referencia al acto de pasear, al esparcimiento, a menudo con el matiz peyorativo de "perder el tiempo". Sin embargo, durante el siglo XIX el personaje cobró identidad propia al adquirir toda una serie de nuevas cualidades y atributos.
El Gran Diccionario Universal Larousse del siglo XIX (volumen 8, 1872) lo describía con ambivalencia, inquieto y holgazán a partes iguales, y presentaba una taxonomía de los flâneurs según frecuentaran los bulevares, los parques, las galerías o los cafés. Sainte-Beuve escribió que la flânerie «es lo más opuesto a no hacer nada». Honoré de Balzac describe la flânerie como «gastronomía para los ojos». Anaïs Bazin apuntó que «el único, el verdadero soberano de París es el flâneur». Victor Fournel, en Ce qu’on voit dans les rues de Paris ("Lo que uno ve en las calles de París", 1867), dedicó un capítulo al “arte del vagabundeo”. Para Fournel, no hay nada perezoso en ese deambular recreativo sino, más bien, un modo de aprehender la compleja riqueza del paisaje urbano.
En la década de 1860, en plena reconstrucción de París por el Barón Haussmann bajo el reinado de Napoleón III, Charles Baudelaire presentaba un retrato memorable del flâneur como el artista-poeta de la moderna metrópolis:

La multitud es su elemento, como el aire para los pájaros y el agua para los peces. Su pasión y su profesión le llevan a hacerse una sola carne con la multitud. Para el perfecto flâneur, para el observador apasionado, es una alegría inmensa establecer su morada en el corazón de la multitud, entre el flujo y reflujo del movimiento, en medio de lo fugitivo y lo infinito. Estar lejos del hogar y aun así sentirse en casa en cualquier parte, contemplar el mundo, estar en el centro del mundo, y sin embargo pasar inadvertido —tales son los pequeños placeres de estos espíritus independientes, apasionados, incorruptibles, que la lengua apenas alcanza a definir torpemente. El espectador es un príncipe que vaya donde vaya se regocija en su anonimato. El amante de la vida hace del mundo entero su familia, del mismo modo que el amante del bello sexo aumenta su familia con todas las bellezas que alguna vez conoció, accesibles e inaccesibles, o como el amante de imágenes vive en una sociedad mágica de sueños pintados sobre un lienzo. Así, el amante de la vida universal penetra en la multitud como un inmenso cúmulo de energía eléctrica. O podríamos verlo como un espejo tan grande como la propia multitud, un caleidoscopio dotado de conciencia, que en cada uno de sus movimientos reproduce la multiplicidad de la vida, la gracia intermitente de todos los fragmentos de la vida.

Según Fournel y su análisis de la poesía de Baudelaire, Walter Benjamin describía el flâneur como la figura esencial del moderno espectador urbano, un detective aficionado y un investigador de la ciudad. Más aún, su flâneur era un producto de la alienación propia de la ciudad y del capitalismo. Para Benjamin, el flâneur conoce su fin con la llegada de la sociedad de consumo. En estos textos, el flâneur es a menudo yuxtapuesto a la figura del badaud, el "mirón" o "papanatas". Fournel escribe: «El flâneur no debe confundirse con el badaud; hay un matiz. (...) El flâneur puro se halla siempre en completo dominio de su individualidad, mientras que la individualidad del badaud desaparece.  Es absorbida por el mundo exterior (...) que lo contamina hasta el punto de olvidarse de sí mismo. Influido por el espectáculo que ofrece de su persona, el badaud se convierte en un ser impersonal; ya no es un ser humano, es parte del público, de la masa.»
En las décadas posteriores al análisis de Benjamin, el flâneur fue objeto de gran número de apropiaciones e interpretaciones. La figura del flâneur ha sido utilizada —entre otras cosas— para explicar la moderna experiencia urbana, la condición del ciudadano espectador, las luchas de clases y las divisiones de género en las ciudades del siglo XIX, así como para describir la alienación moderna, las fuentes de la cultura de masas y la mirada expectante posmoderna. Asimismo, ha constituido una fuente de inspiración para escritores y artistas; es el caso del escritor suizo Robert Walser, quien en 1917 publicó un relato corto titulado Der Spaziergang ("El paseo"), una pieza emblemática de la literatura flâneur.

## Contrapartidas femeninas
El equivalente histórico femenino del flâneur, la flâneuse (paseante), apareció sobre todo en la obra de Marcel Proust, quien retrató a varios de sus personajes femeninos como figuras esquivas y pasajeras, que tendían a ignorar la visión obsesiva (y a veces posesiva) que él tenía de ellas. Las crecientes libertades y las innovaciones sociales, como la industrialización, permitieron más tarde que la flâneuse se convirtiera en una participante activa en al metrópolis del siglo XIX, a medida que los papeles sociales de las mujeres se ampliaban desde lo doméstico y lo privado a las esferas públicas y urbanas.
La crítica literaria y los estudios de género del siglo XIX propusieron flâneuse como equivalente femenino de flâneur, con algunos re-análisis feministas adicionales.Esta propuesta deriva del argumento de que las mujeres concebían y experimentaban el espacio público de forma diferente a los hombres en las ciudades modernas. Janet Wolff, en The invisible flâneuseː women and the literature of the modernity (1985), argumenta que la figura femenina de la flâneuse está ausente en la literatura de la modernidad, porque el espacio público fue clasificado por géneros en la modernidad, lo que llevó a su vez a la exclusión de las mujeres de los espacios públicos hacia los espacios domésticos y los suburbios.Elizabeth Wilson, por su parte, en The Sphinx in the cityː urban life, the control of disorder, and omen (1991), señala las diversas experiencias de las mujeres en los espacios públicos en las metrópolis modernas como Londres, París, Viena y Berlín, discutiendo cómo la ciudad moderna fue concebida como un lugar de libertad, autonomía y placer, y cómo las mujeres experimentaron estos espacios.Linda McDowell, en Gender, identity and placeː Understanding feminist geographies (1999), amplió esta comprensión para explicar cómo el espacio público no se experimenta como un espacio homogéneo y fijo, y cómo las mujeres utilizan los espacios públicos concretos como playas, cafés y centro comerciales para experimentar esta autonomía.Partiendo del enfoque de Wilson, Lauren Elkin en su obra Flâneuseː women walk the city in Paris, New York, Tokyo, Venice and London (2017) trazó una serie de mujeres flâneuse en la historia, como Agnès Varda, Sophie Calle, Virginia Woolf, Marta Gellhorn, centrándose en sus relaciones particulares con ciudades concretas.
En contextos menos académicos, como las reseñas de libros de los periódicos, el masculino gramatical flâneur también se aplica a las mujeres (incluidas las modernas) en esencia en los mismos sentidos que a los referentes masculinos originales, al menos en los préstamos del término en lengua inglesa.Sin embargo, como argumentaron las mencionadas académicas feministas, la palabra flâneuse implica las modalidades distintivas de las mujeres de concebir, interactuar, ocupar y experimentar el espacio.

## Vida urbana

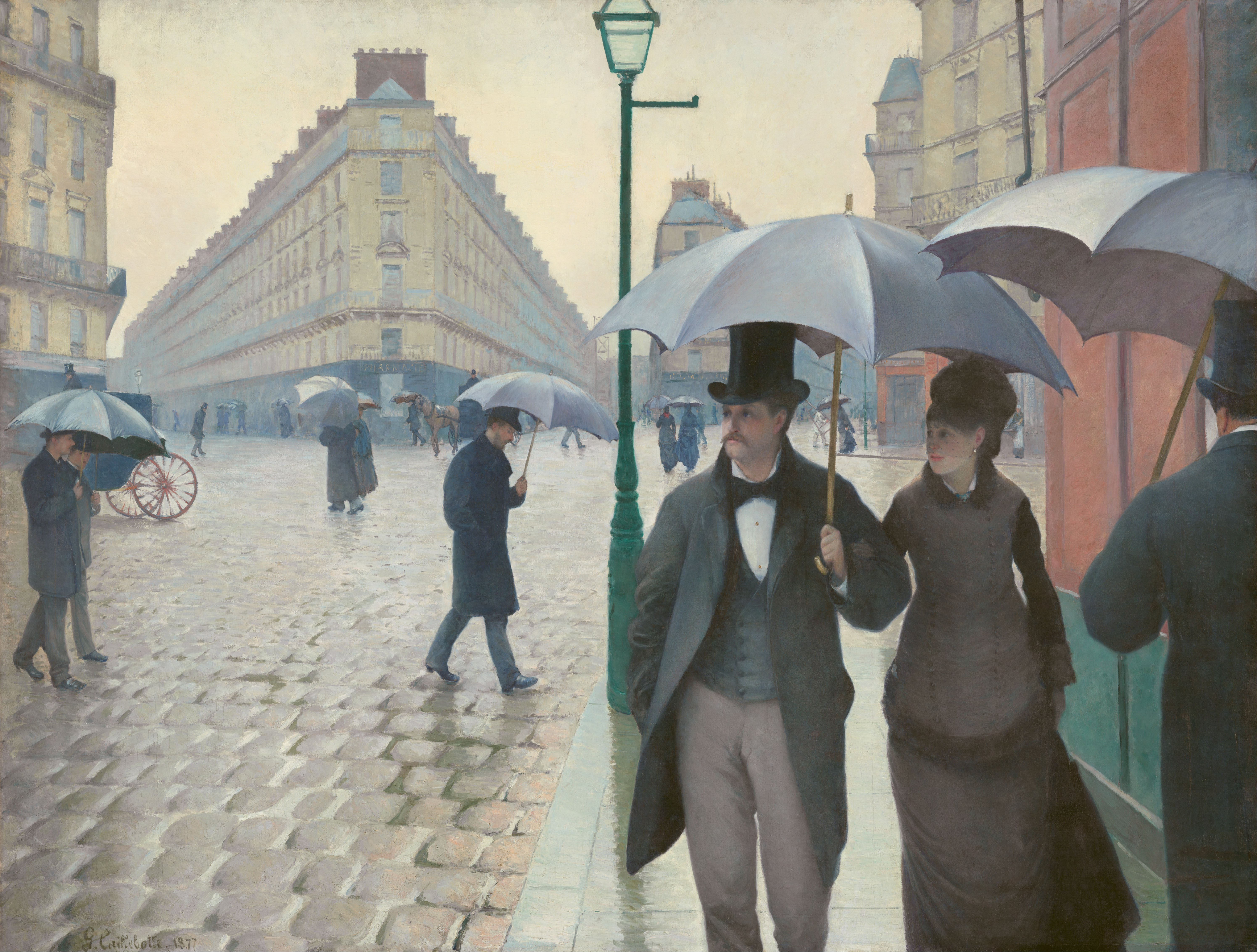
Gustave Caillebotte. Calle de París, día lluvioso, 1877. Instituto de Arte de Chicago.

Baudelaire caracterizó al flâneur como un «caballero que pasea por las calles de la ciudad»; no obstante, supo ver la importancia de éste a la hora de comprender, construir e interpretar la ciudad. El flâneur desempeñaba así un doble papel en la vida ciudadana, por un lado mezclándose con el gentío de la calle, y por otro manteniendo su condición de observador atento y cabal. Esta postura, de ser al mismo tiempo "parte de" algo y estar "aparte de" ese algo entraña cuestiones sociológicas, antropológicas, literarias e históricas que tienen que ver con la relación entre el individuo y la población a la que pertenece. Tras la Revolución de 1848, con el Imperio francés restablecido bajo las consignas burguesas del "orden" y la "moral", Baudelaire declaró que el arte tradicional era inservible ante las dinámicas transformadoras de la modernidad. La vieja estética era ajena a la nueva ética, derivada de los cambios sociales y económicos que traía consigo la industrialización. Estos cambios exigieron que el artista se fundiera con la urbe y se convirtiese, según una metáfora de Baudelaire, en «un botánico de las aceras». Según David Harvey, «Baudelaire oscilaría el resto de su vida entre las posturas del flâneur y del dandy; por un lado, un voyeur cínico y distanciado, y por otro, el hombre del pueblo que entra en la vida de sus semejantes desde la pasión por el otro» (París: capital de la modernidad, pág. 14).
Por todo ello, el concepto del flâneur constituye una pieza importante en las discusiones académicas sobre el fenómeno de la modernidad. Profundizando en la senda crítica abierta por Baudelaire, algunos teóricos como Georg Simmel trataron de analizar la experiencia urbana desde la psicología y la sociología. En su ensayo La metrópolis y la vida mental, Simmel reflexionó sobre la creciente complejidad de la vida en las ciudades, que contribuiría a la creación de nuevos vínculos sociales y nuevas actitudes hacia el prójimo. La ciudad moderna fue el escenario que dio a luz a un nuevo individuo, con una percepción diferente del tiempo y del espacio, de la libertad y del bienestar:

Los problemas más profundos de la vida moderna se derivan de la demanda que antepone el individuo, con el fin de preservar la autonomía e individualidad de su existencia, frente a las avasalladoras fuerzas sociales que comprenden tanto la herencia histórica, la cultura externa, como la técnica de la vida. La lucha contra la naturaleza que el individuo ha de librar para su subsistencia corporal logra, bajo esta forma moderna, una más de sus transformaciones. El siglo XVII hizo un llamado para que el hombre se liberara a sí mismo de todas las ataduras que parten del Estado, de la religión, de la moral y de la economía. La naturaleza del hombre, común a todos y originalmente buena, debe por lo tanto desarrollarse sin obstáculos. El siglo XIX además de exigir una mayor libertad, demandó la especialización del hombre y de su trabajo de acuerdo con criterios funcionales; este proceso de especialización hace que cada individuo se vuelva incomparable a otro y que cada uno de ellos se vuelva indispensable en el mayor grado posible. Sin embargo, esta especialización hace que cada hombre dependa más directamente de las actividades complementarias de todos los demás.

Nietzsche considera que el desarrollo completo del hombre está condicionado por la más brutal de las luchas; el socialismo, por su parte, cree en la supresión de toda competencia por esta razón precisamente. Sea como fuere, en todas las posiciones que se han mencionado hasta ahora encontramos una misma preocupación básica: el que la persona se resista a ser suprimida y destruida en su individualidad por cualquier razón social, política o tecnológica. Cualquier investigación acerca del significado interno de la vida moderna y sus productos o, dicho sea en otras palabras, acerca del alma de la cultura, debe buscar resolver la ecuación que estructuras como las metrópolis establecen entre los contenidos individuales y supraindividuales de la vida.
Georg Simmel, La metrópolis y la vida mental (1903)

## Arquitectura y urbanismo
La figura del flâneur ha sido adoptada también por la arquitectura y el urbanismo para describir a aquellos que, indirecta e involuntariamente, se ven afectados por un diseño particular que solo alcanzan a experimentar mientras pasean. Walter Benjamin empleó el concepto de "espectador urbano" para referirse tanto a su destreza analítica como a todo un estilo de vida. Desde su óptica marxista, Benjamin concibió al flâneur como un producto singular de la vida moderna y la Revolución Industrial, trazando un paralelismo con la figura contemporánea del turista, y describiéndolo como un burgués diletante, distanciado pero enormemente sagaz. Benjamin llegó a convertirse él mismo en paradigma del flâneur, haciendo numerosas observaciones sociales y estéticas durante sus largos y gratos paseos por París. Incluso el título de su obra magna, Los pasajes (Das Passagen-Werk), evoca su gusto por transitar los corredores y las galerías comerciales.

La multitud era el velo tras el cual la ciudad íntima, como una fantasmagoría, hacía señas al flâneur. En ella, la ciudad era ora un paisaje, ora una habitación, y ambos entraron en declive con la construcción de los grandes almacenes, que aprovecharon la propia flânerie para vender su mercancía. El centro comercial asestó el golpe definitivo al flâneur. Con el flâneur, la intelligentsia entró en el mercado. Según creyeron, para observarlo —pero en realidad, para hallar comprador. En esta etapa intermedia [...] adoptaron las maneras de la bohemia. A la incertidumbre de su situación económica se sumaría la incertidumbre de su papel político.
Walter Benjamin, «París: la capital del siglo XIX», en Charles Baudelaire: un poeta lírico en la era del gran capitalismo (1935)

La deriva del flâneur fue considerada también, teóricamente y en la práctica, por la Internacional Situacionista (Guy Debord et al).  Básicamente, consistía en realizar deriva urbana en busca de situaciones, dejándose llevar simplemente por el placer ("vectores de deseo") a través de una "psicogeografía urbana", o sea, una ciudad no utilitaria, sino vivida para el ocio y las relaciones sociales.
En el contexto de la arquitectura y el urbanismo actuales, el diseño para flâneurs es una forma de abordar cuestiones relacionadas con ciertos aspectos psicológicos del entorno de los edificios. El arquitecto Jon Jerde, por ejemplo, tuvo presente este enfoque en el diseño de sus proyectos del Horton Plaza y del Universal CityWalk, planeados con la idea de ofrecer sorpresas, distracciones y otra serie de experiencias a los visitantes.

## Fotografía
La vocación del flâneur es la observación objetiva pero estéticamente armoniosa, lo que ha favorecido su adopción en el campo de la fotografía, especialmente en la fotografía callejera. El fotógrafo de la calle aparece así como una extensión moderna del observador urbano descrito por Fournel a finales del siglo XIX, antes de la llegada de la cámara portátil:
Este hombre es un daguerrotipo errante y apasionado, que atesora hasta la menor huella, y en quien se reproducen, con sus reflejos cambiantes, el curso de las cosas, la agitación de la ciudad, la fisonomía diversa del espíritu público, las confesiones, antipatías y admiraciones de la multitud.
Victor Fournel, Ce qu'on voit dans les rues de Paris ("Lo que uno ve en las calles de París", 1867)
La aplicación más notable del flâneur a la fotografía urbana probablemente tenga su origen en el ensayo Sobre la fotografía, de Susan Sontag. En él se explica que, gracias al desarrollo de las cámaras compactas en el siglo XX, la cámara fotográfica se ha convertido en la herramienta por excelencia del flâneur:

El fotógrafo representa una versión armada del paseante solitario que explora, que acecha, que cruza el infierno urbano, el caminante voyeurista que descubre la ciudad como un paisaje de extremos voluptuosos. Maestro en el gozo de observar, avezado en la empatía, el flâneur encuentra el mundo "pintoresco".
Susan Sontag, Sobre la fotografía (1977), pág. 55

## Otros usos del término
La palabra flâneur no se limita a definir a quien realiza el acto físico de pasear en el sentido baudelaireano, sino que puede asimismo referirse a toda una "manera filosófica de vivir y de pensar", un proceso de aprendizaje y descubrimiento, según lo describe Nassim Nicholas Taleb en su ensayo Why I Walk, en la segunda edición de El cisne negro (2010). Louis Menand, tratando de describir la relación de T. S. Eliot con la sociedad literaria inglesa y su papel en la formación del modernismo, califica a Eliot de "flaneur" (The New Yorker, 19 de septiembre de 2011, pp. 81–89)
En De Profundis, Oscar Wilde escribe desde su celda sobre los fracasos de su vida, afirmando: «Me dejaba arrastrar a largas rachas de indolencia sensual y sin sentido. Me divertía ser un fláneur, un dandy, un personaje mundano. Me rodeaba de naturalezas mezquinas y de mentes inferiores».